# جوستین توشیکی کینجو
جوستین توشیکی کینجو (انگلیسی: Justin Toshiki Kinjo؛ زادهٔ ۲۲ فوریهٔ ۱۹۹۷) بازیکن فوتبال اهل ژاپن است.
از باشگاه‌هایی که در آن بازی کرده‌است می‌توان به باشگاه فوتبال فورتونا دوسلدورف اشاره کرد.